# Namık Tan

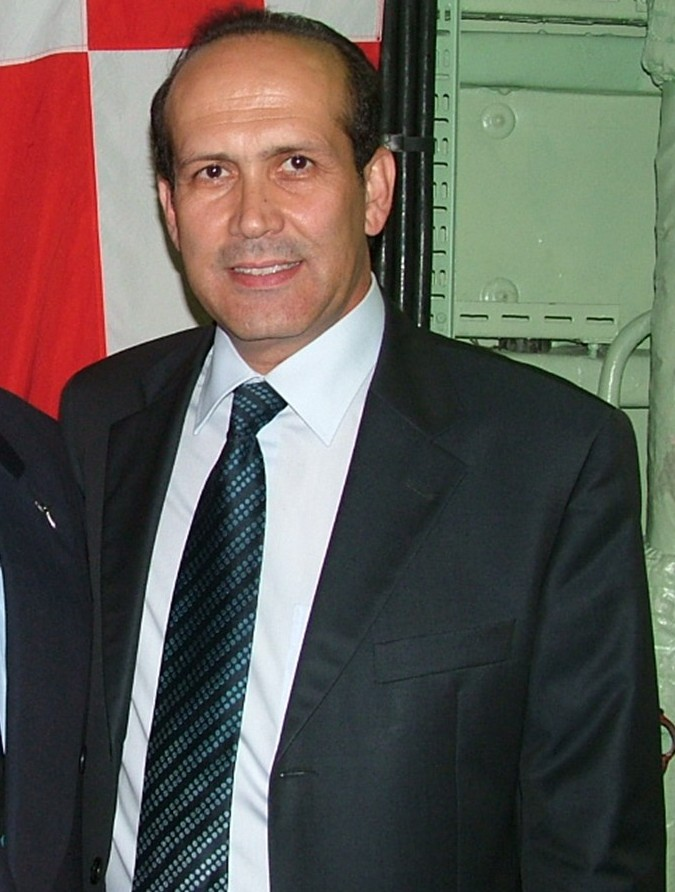
Namık Tan 2012

Namık Tan (* 1956 in Mardin) ist ein türkischer Diplomat. Von 2010 bis 2014 war er Botschafter der Türkei in den Vereinigten Staaten.

## Leben
Namık Tan studierte Rechtswissenschaften an der Universität Ankara, ist verheiratet und hat zwei Kinder. Er trat 1982 in den auswärtigen Dienst und wurde in der Abteilung für maritime Angelegenheiten beschäftigt. Von 1984 bis 1987 war er Botschaftssekretär zweiter Klasse in Moskau. Von 1988 bis 1990 war er Botschaftssekretär erster Klasse in Abu Dhabi.
1991 war er stellvertretender Bürovorsteher von Turgut Özal. Von 1991 bis 1995 und von 1997 bis 2001 war er Botschaftsrat in Washington, D.C. 1996 war er Bürovorsteher von Emre Gönensay. 2001 leitete er die Abteilung Amerika. Von 2002 bis 2003 leitete er die Abteilung Nachrichten. Von 2004 bis 2007 war er Sprecher des Disisleri Bakanligi (Außenministerium). Von 2007 bis 2009 war er Botschafter in Tel Aviv-Jaffa. Bis Februar 2010 war er stellvertretender Staatssekretär des Ministeriums für Auswärtige Angelegenheiten und leitete die Abteilungen Bilaterales und Öffentlichkeitsarbeit. Im Februar 2010 wurde er zum Botschafter in Washington, D.C. ernannt.
Nach seinem Ausscheiden aus dem diplomatischen Dienst 2014 wurde Tan für das Bauunternehmen von Sezai Turkes und Feyzi Akkaya (STFA) tätig.